# 朱厄尔·泰勒
朱厄尔·泰勒（英語：Jewel Taylor，1963年1月17日—），现任利比里亚邦县参议员，2017年利比里亚大选后，当选副总统。朱厄尔所属全国爱国党曾经是利比里亚共和国的执政党。其前夫是前利比里亚总统查尔斯·泰勒。